# داو (بلوكتشين)
منظمة لامركزية ذاتية الحوكمة (داو) ، وتسمى أحيانًا شركة لامركزية ذاتية الحوكمة (داك)،   هي منظمة تدار كليًا أو جزئيًا عن طريق برنامج (كمبيوتر) لامركزي، وتستخدم تقنية البلوكتشين للتصويت وإدارة التمويل. بشكل عام، الداو هي مجتمعات يملكها ويديرها أعضاؤها بدون قيادة مركزية. الوضع القانوني الدقيق لهذا النوع من تنظيم الأعمال غير واضح بعد.
من الأمثلة المعروفة على الداو هي المنظمة اللامركزية المخصصة لجمع التمويل بغرض الاستثمار: ذ داو (The DAO)، التي جمعت ٣.٦ مليون عملة إيثر (ETH)، بلغت قيمتها أكثر من ٧٠ مليون دولار أمريكي في أيار \ مايو ٢٠١٦، وتم اختراقها واستنزاف ما قيمته ٥٠ مليون دولار من خزنتها بـالعملات المشفرة بعد أسابيع من إطلاقها. تم عكس الاختراق في الأسابيع التالية وتمت استعادة الأموال، عبر إطلاق تفرع صارم (hard fork) لبلوكتشين إيثيريوم، انتقل إليه معظم المعدنين والمستخدمين، وأصبحت النسخة القديمة من إيثيريوم تعرف بـ إيثيريوم كلاسيك.
يعد نموذج حوكمة الداو مثيرًا للجدل. نظرًا لأن معظم هذه المنظمات توزيع رموزًا مشفرة على أعضائها تمنحهم حق التصويت، الأمر الذي قد يؤدي إلى تمركز السلطة بأيدي الأشخاص القادرين على شراء نسبة عالية من هذه الرموز.

## خلفية
على الرغم من إمكانية العثور على أول ظهور للمصطلح في التسعينيات، إلا أنه لم يتم اعتماده على نطاق واسع حتى عام ٢٠١٣. يجادل البعض أن بيتكوين كانت أول داو، إلا أن المصطلح اليوم يشير حصرًا إلى المنظمات التي تستخدم تقنية العقود ذكية فوق شبكة بلوكتشين، الشرط الذي لا ينطبق على بيتكوين حيث لا يوجد عليها عقود ذكية.
تتميز المنظمات اللامركزية ذاتية الحوكمة باستخدام تقنية البلوكتشين التي توفر سجل رقمي آمن لتتبع المعاملات عبر الإنترنت، والتي يتم تقويتها ضد التزوير من خلال الطوابع الزمنية الموثوقة ونشر قاعدة بيانات موزعة. يلغي هذا النموذج الحاجة إلى إشراك طرف ثالث موثوق به مقبول من الطرفين في أي تفاعل رقمي لامركزي أو معاملة عملة مشفرة. تصبح تكاليف المعاملات على البلوكتشين معقولة عندما نأخذ بعين الاعتبار ميزة التخلص من الطرف الثالث الموثوق به والحاجة إلى التسجيل المتكرر للتداولات والمعاملات في سجلات مختلفة. على سبيل المثال ، يمكن لبيانات البلوكتشين، من حيث المبدأ، وإذا سمحت الهياكل التشريعية بذلك، أن تحل محل المستندات العامة مثل السندات والعناوين. :42 من الناحية النظرية، تسمح البلوكتشين للعديد من مستخدمي الحوسبة السحابية بالدخول في تعاون قائم على عقد ذكي أو أكثر من نظير إلى نظير. :42
اقترح فيتاليك بوتيرين أنه بعد إطلاق داو ما، قد يتم تنظيمها للعمل دون تفاعل إداري بشري، بشرط أن تكون العقود الذكية مدعومة بمنصة كاملة حسب تورينج. تم وصف بلوكتشين إيثيريوم، التي تم إطلاقها عام ٢٠١٥، على أنها تحقق شروط عتبة الكمال حسب تورينج، وبالتالي تمكن ظهور وعمل منظمات لامركزية ذاتية الحوكمة. تهدف منظمات الداو إلى أن تكون منصات مفتوحة يمكن للأفراد من خلالها التحكم في هوياتهم وبياناتهم الشخصية بأنفسهم.

## الحوكمة
يتم تنسيق جانب الحوكمة في المنظمات اللامركزية ذاتية الحوكمة باستخدام الرموز المشفرة أو الإنفتي التي تمنح حامليها صلاحيات التصويت. للدخول في داو ما واكتساب عضويتها، على الأفراد أن يثبتوا ملكيتهم لرموز الحوكمة هذه في محفظة الكريبتو الخاصة بهم، وبذات الطريقة يمكن تبادل حقوق العضوية بين الأفراد عبر تبادل رموز الحوكمة. تتم الحوكمة من خلال سلسلة من المقترحات التي يصوت عليها الأعضاء على البلوكتشين،  وغالبًا ما يعني امتلاك المزيد من رموز الحوكمة امتلاك قوة تصويت أكبر. يمكن أحيانًا تتبع مساهمات الأعضاء نحو تحقيق أهداف الداو وتعويضهم على هذه المساهمات وفق النظام الداخلي للداو. أحيانًا، يمثل أصحاب رموز الحوكمة غير النشطين عقبة رئيسية أمام حوكمة الداو، مما أدى إلى تطبيقات تسمح بتفويض سلطة التصويت من عضو إلى أخر.

## تحديات

### تحديات اجتماعية
في الكثير من الأحيان، لا يستخدم حملة رموز التصويت رموزهم للتصويت، بل يستخدموها كأدوات استثمارية على أمل أن يعيدوا بيعها بسعرٍ أعلى من سعر الشراء. غالبًا ما يؤدي المساهمون غير النشطين أو غير المصوتين في الداو إلى تعطيل وظائف المنظمة إلى حدٍ ما.
هناك خطر آخر يتمثل في تمركز السلطة في حالة قيام بعض الأفراد بتجميع كميات كبيرة من الرموز التي تمنح حق التصويت. تركيز هذه الرموز يقوض طموحات حركة البلوكتشين لتوزيع سلطة الحوكمة. في دراسة عن منظمات لامركزية ذاتية الحوكمة في مجال التمويل اللامركزي، تبين أن توزيع رموز الحوكمة يتركز بشكل كبير بين مجموعة صغيرة من أصحابها.

### تحديات الوضع والمسؤولية والتنظيم القانوني
الوضع القانوني الدقيق لهذا النوع من مؤسسات الأعمال غير واضح بشكل عام، وقد يختلف حسب الولاية القضائية. في ١ تموز \ يوليو ٢٠٢١، أصبحت وايومنغ أول ولاية أمريكية تعترف بالمنظمات اللامركزية ذاتية الحوكمة ككيان قانوني. وأصبحت داو American CryptoFed DAO أول كيان تجاري معترف به على هذا النحو. اعتبرت لجنة الأوراق المالية والبورصات الأمريكية بعض الأساليب السابقة للشركات القائمة على البلوكتشين على أنها عروض غير قانونية للأوراق المالية غير المسجلة. على الرغم من أنها غالبًا ما تكون في وضع قانوني غير مؤكد، قد تكون الداو وظيفيًا شركة بدون وضع قانوني كشركة، أي شراكة عامة وفقًا للقانون الأمريكي. قد يكون المشاركون المعروفون، أو أولئك الموجودون في الواجهة بين الداو والأنظمة المالية المنظمة، أهدافًا للإنفاذ التنظيمي أو الإجراءات المدنية إذا كانت الداو خارجة عن الامتثال القانوني.
في حزيران \ يونيو ٢٠٢٢ ، نشرت شركة رأس المال الاستثماري Andreessen Horowitz "إطار اختيار الكيان" الذي يصف البدائل التنظيمية القانونية لمنظمات الداو التي لها وجود كبير في الولايات المتحدة.

### تحديات الأمان
يصعب تغيير كود الداو بمجرد إطلاقها وتشغيلها، بما في ذلك إصلاح الأخطاء، العملية التي تتم بسرعة وسهولة عندما يكون الكود مركزيًا. تتطلب التصحيحات على الداو كتابة كود جديد والتوصل إلى اتفاق بين الأعضاء لنقل النشاطات والتمويل إلى الكود الجديد. على الرغم من أن الكود مرئي للجميع ، إلا أنه من الصعب إصلاحه، مما يترك الثغرات الأمنية المعروفة مفتوحة للاستغلال ما لم يتم استدعاء وقف مؤقت لعمليات الداو للتمكين من إصلاح الأخطاء.
في عام ٢٠١٦ ، حققت داو محددة معروفة بـ ذ داو " The DAO " ، رقمًا قياسيًا لأكبر حملة تمويل جماعي حتى الآن. أشار الباحثون إلى مشاكل متعددة في كود هذه الداو، وسمحت الإجراءات التشغيلية للمستثمرين بسحب أموالهم في أي لحظة طالما لم يتم الالتزام بها بعد في مشروع؛ وبالتالي يمكن أن تستنفد الأموال بسرعة. على الرغم من أن الضمانات تهدف إلى منع أصوات المساهمين المتلاعبين بالفوز بالاستثمارات ، كان هناك "عدد من نقاط الضعف الأمنية". وقد مكّن ذلك من الشروع في محاولة سحب أموال كبيرة من ذ داو في منتصف حزيران \ يونيو ٢٠١٦.
يمكن أن تخضع منظمات الداو للانقلابات أو عمليات الاستحواذ العدائية التي تقلب هياكل التصويت الخاصة بها، خاصة إذا كانت قوة التصويت تعتمد على عدد رموز التصويت التي يمتلكها الفرد. حدث مثال على ذلك في عام ٢٠٢٢، عندما جمع فرد ما كمية كافية من رموز الحوكمة لمنح نفسه سيطرة التصويت على Build Finance DAO، والتي استخدموها بعد ذلك لاستنزاف الداو من جميع أموالها.